# 克里斯蒂娜·纳沃纳
玛丽亚·克里斯蒂娜·纳沃纳·鲁伊斯（西班牙語：María Cristina Narbona Ruiz，1951年7月29日—）是西班牙工人社会党女性政治人物。2004年4月至2008年4月萨帕特罗内阁期间担任环境大臣。2017年6月就任西班牙工人社会党主席。

## 经历
1951年出生于马德里。12岁时和父母搬到意大利罗马。1975年获得罗马大学经济学学位。之后，在塞维利亚大学担任教师，也在安达卢西亚政府担任过一些职位。1993年加入西班牙工人社会党。随后是西班牙众议院的议员。在2004年至2008年萨帕特罗内阁期间担任环境大臣。2008年离任后担任巴黎经济合作与发展组织西班牙大使，同年被《时代》杂志评为“正在改变世界的环境英雄”。
从1998年起，她与何塞·博雷利·丰特列斯保持男女朋友关系。2018年，两人结婚。2012年12月28日起任西班牙核安全理事会顾问。
2017年6月被任命为西班牙工人社会党主席。
2019年4月大选中当选参议院议员，同时被选为参议院第一副议长。

## 政治立场
克里斯蒂娜·纳沃纳是坚定的环保主义者。她亦是核動力能源应用的反对者，支持西班牙逐步关停现有的核电站，坚持贯彻《京都议定书》约定内容。
她在2002年接受Telemadrid电视采访时表示，很多西班牙年轻人已经难以接受过高的住宅价格，并呼吁政府应在住房方面提供更多援助。